# Милошевич, Дени
Де́ни Мило́шевич (серб. Дени Милошевић; род. 9 марта 1995[…], Льеж, Валлония) — боснийский футболист, полузащитник. Выступал за сборную Боснии и Герцеговины.

## Клубная карьера
Весли является воспитанником футбольной академии льежского «Стандарда».
За основную команду Саид дебютировал 12 декабря 2013 года, выйдя на замену на 76 минуте матча группового этапа Лиги Европы против «Эльфсборга».
18 января 2014 года Милошевич провёл свой первый матч в чемпионате Бельгии против «Остенде».
В сентябре 2015 был отдан в аренду на один год в «Васланд-Беверен». 20 сентября отметился первым забитым мячом.
9 июня 2016 полузащитник перешёл в турецкий клуб «Коньяспор». В первом же туре чемпионата Турции 2016/17 Дени дебютировал в новой команде, сделав результативную передачу в игре с «Ризеспором». Милошевич стал первым игроком «Коньяспора», забившим в еврокубках, открыв счёт в игре с «Брагой». Несколько месяцев спустя забил свой первый мяч в чемпионате Турции. В свой первый же сезон за «Коньяспор» Дени стал обладателем кубка Турции, в финале в серии пенальти его команда победила «Истанбул ББ». 6 августа 2017 Милошевич принял участие в победном матче с «Бешикташем» за Суперкубок Турции.
31 октября 2018 Дени сыграл свой сотый матч за «Коньяспор». В январе 2019 полузащитник подписал новый контракт до июня 2022.

## Карьера в сборной
Милошевич выступал за юношеские сборные Бельгии до 16, 17 и 18 лет, проведя в общей сложности 24 матча и забив 5 мячей. С 2015 решил выступать за сборную Боснии и Герцеговины.
В августе 2017 получил вызов в сборную на матчи отборочного турнира к чемпионату Мира с Кипром и Гибралтаром. 23 марта 2018 провёл дебютную игру против сборной Болгарии. Спустя ровно год в отборочном матче к чемпионату Европы 2020 против Армении отметился первым забитым мячом.

## Личная жизнь
Дени — сын Цвияна Милошевича, футболиста, участника Летних Олимпийских игр 1988 года в составе сборной Югославии.

## Достижения
Коньяспор
- Обладатель Кубка Турции (1): 2016/17
- Обладатель Суперкубка Турции (1): 2017